# Achtung Spitfire
Achtung Spitfire è un videogioco strategico per computer pubblicato dalla Avalon Hill nel 1997 per Windows e Mac OS. Si tratta di un gioco di combattimento aereo a turni ambientato durante la prima metà della seconda guerra mondiale e comprende velivoli ad ala fissa, battaglie aeree e le operazioni della Luftwaffe, della Royal Air Force e dell'Armée de l'air svoltesi tra il 1939 e il 1943.
Achtung Spitfire è un prequel del gioco del 1996 Over the Reich, che è ambientato durante la seconda metà della guerra. Un altro gioco della serie, Third Reich PC, venne anch'esso pubblicato nel 1996.

## Modalità di gioco
I giocatori controllano una serie di piloti, mentre cercano di raggiungere gli obiettivi della missione corrente. I progressi tecnologici di anno in anno risultano in aeroplani più veloci e facili da pilotare. Dopo aver scelto i piloti, il giocatore deve difendere i propri alleati, combattere contro i caccia/bombardieri nemici o affrontare una missione di intercettazione di importanza vitale per lo sforzo bellico. Il gioco usa lo stesso motore di volo e la stessa interfaccia utente di Over the Reich; garantendo la stessa autonomia limitata in ogni gioco. I giocatori devono prestare attenzione alla loro velocità, coppia e altitudine, altrimenti potrebbero rischiare di finire in stallo o semplicemente schiantarsi al suolo.
Molte delle tecniche di volo utilizzate durante la seconda guerra mondiale non possono essere ricreate nel gioco a causa dei suoi limiti tecnici. I giocatori non possono usare tecniche di fuoco di copertura, oltre a non poter sparare mentre ci si dirige verso al nemico. Il gioco si ferma al 1943, tra la Battaglia d'Inghilterra e la Battaglia di Normandia. Gli scenari possono essere generati rapidamente in modo simile a come avviene in Jane's Advanced Tactical Fighters.
C'è una mini-enciclopedia che contiene informazioni di vitale importanza su 25 dei velivoli presenti nel gioco. Si può giocare anche online grazie alla modalità multigiocatore.